# إيريكايه

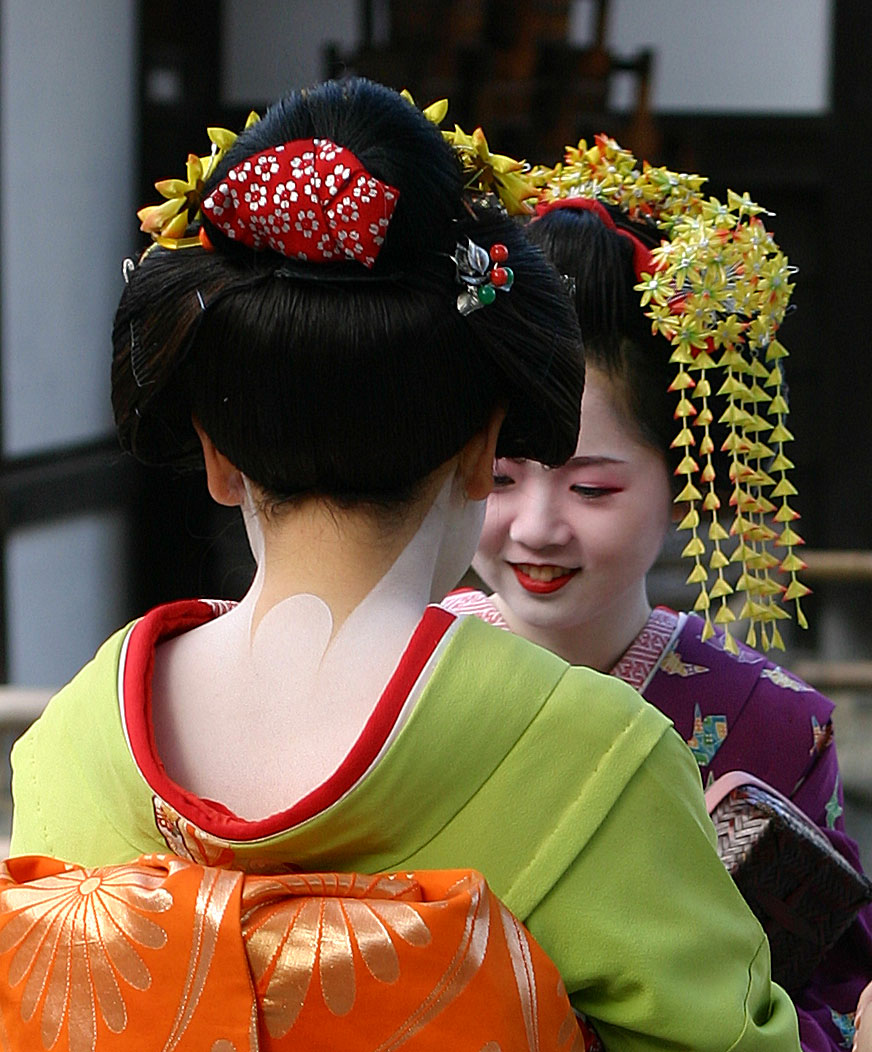
غيشا متدربة (مايكو)

الإيريكايه (襟替え Erikae، أو « تغيير الياقة ») هو احتفال تتحول خلاله المايكو (الجيشا المتدربة) إلى جيشا وتبدأ في ارتداء الياقة البيضاء الخاصة بالجيشا بدلاً من الياقات الحمراء التي ترتديها المايكو. وتتغير تسريحة شعرها أيضًا من أسلوب أوفوكو إلى أسلوب شيمادا الذي تصففه النساء الأكبر سناً. كما تحصل على اسم الغيشا الذي سيطلق عليها بعد ذلك، وتشارك في مراسم الالتزام والوفاء «سان سان كودو (San San Kudo)» مع أختها الكبرى أوالأوني-سان. وإذا لم يكن لها أخت كبرى فتقوم بهذه المراسم مع الأوكيا الذي تقطن فيه.

## التاريخ
يقال أن تقليد السان سان كودو بدأ في أوائل فترة إيدو (، ويترجم حرفيًا إلى «ثلاثة، ثلاثة، تسع مرات»)، وهو الشرب الرسمي والطقوسي لكمية صغيرة من الساكي في حفل التزام تقوم به المايكو. واليابان لديها العديد من الجوانب الفريدة للعادات التقليدية، حيث يعتبر الساكي جزءًا مهمًا من الاحتفالات والطقوس اليابانية منذ العصور القديمة.